# 長野県道353号野沢上境停車場線
長野県道353号野沢上境停車場線（ながのけんどう353ごう のざわかみさかいていしゃじょうせん）は、長野県下高井郡野沢温泉村と飯山市を結ぶ一般県道。野沢温泉村の横落交差点を起点とし、野沢温泉村役場を右側に見ながら、千曲川の河岸段丘をずっと下り、国道117号と少し重複し、千曲川を渡って飯山市に入り、終点の飯山線上境駅に到着する。

## 概要

### 路線データ

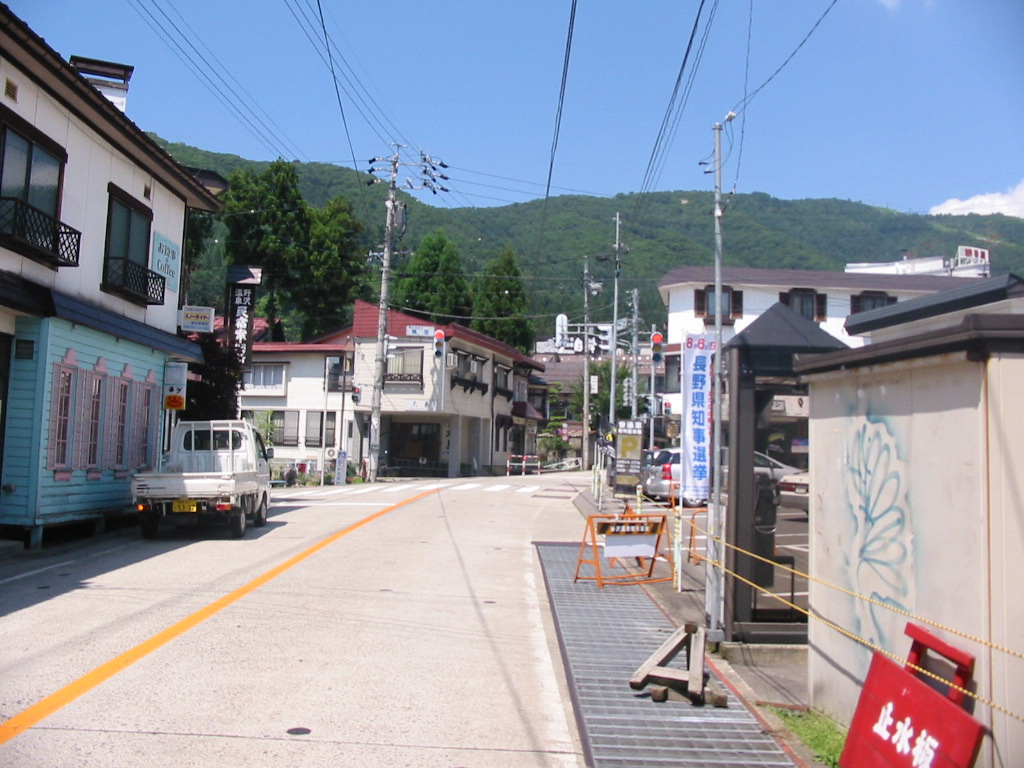
横落交差点
県道38号側より見る。左より県道353号が接続する。

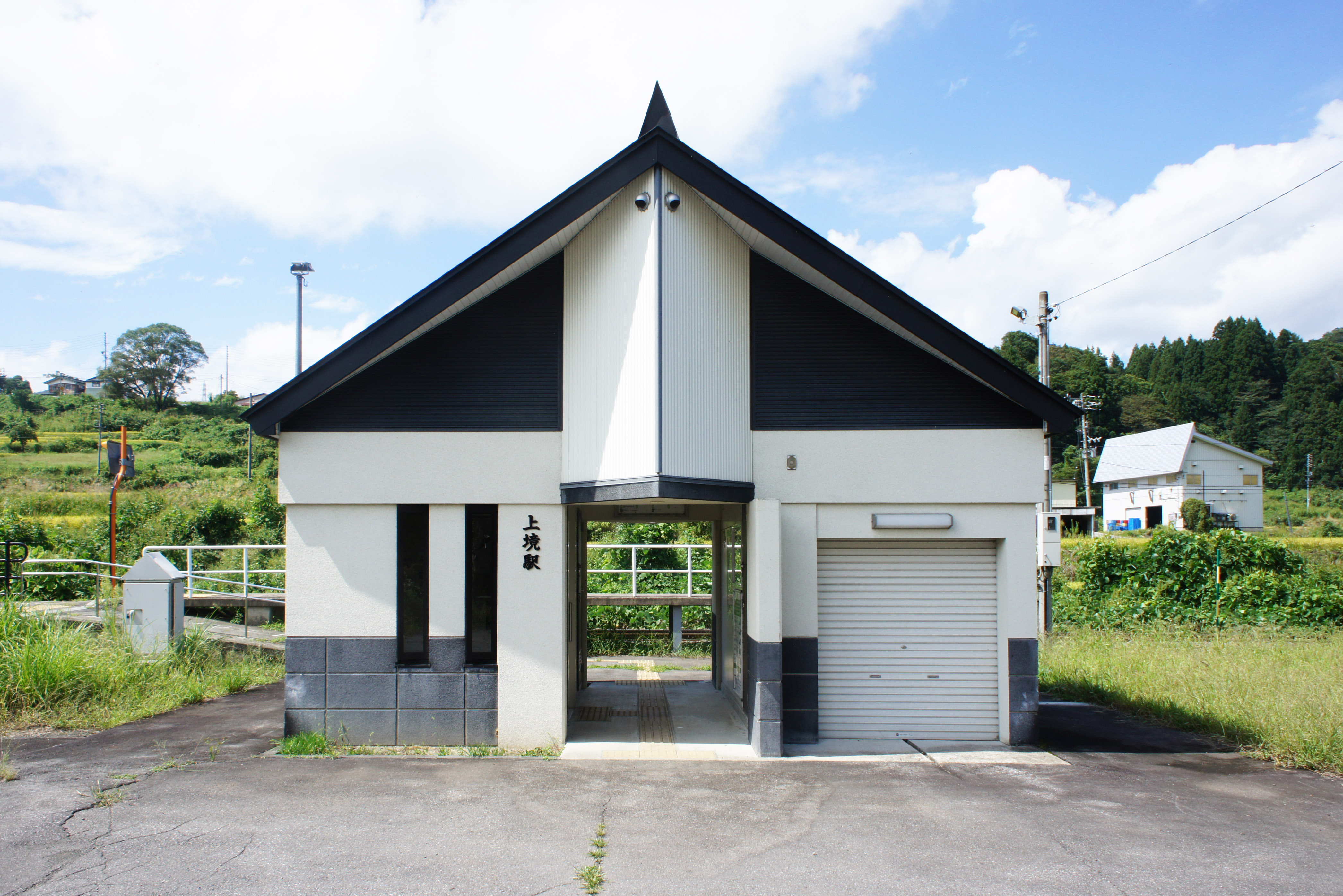
上境駅

- 起点：下高井郡野沢温泉村豊郷（横落交差点、長野県道38号飯山野沢温泉線終点）
- 終点：飯山線上境駅

## 路線状況

### 道路施設

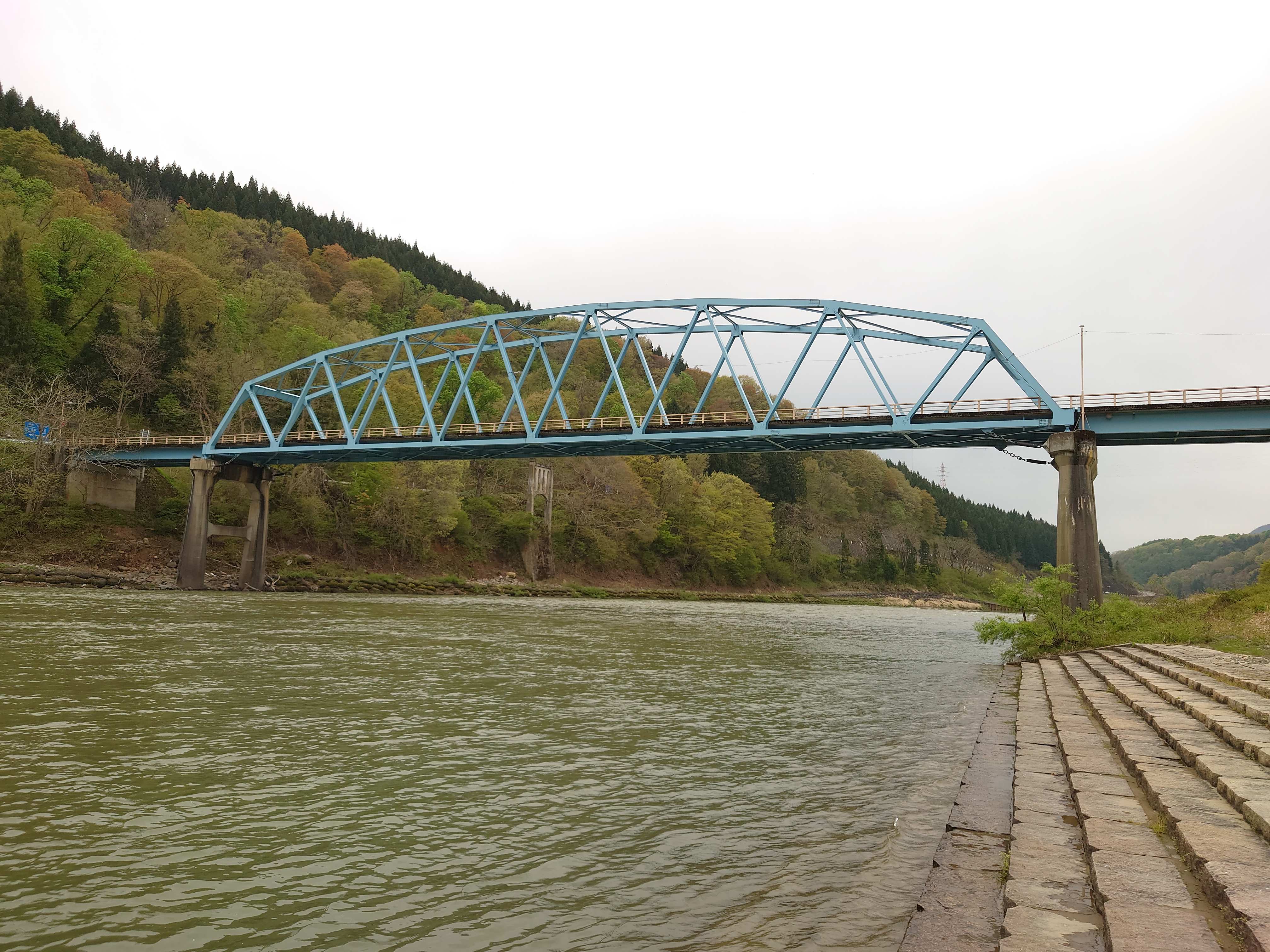
湯滝橋

- 湯滝橋（千曲川・飯山市）

## 地理

### 通過する自治体
- 長野県
  - 下高井郡野沢温泉村
  - 飯山市

### 交差する道路
- 長野県道38号飯山野沢温泉線
- 国道117号
- 長野県道408号箕作飯山線

### 周辺

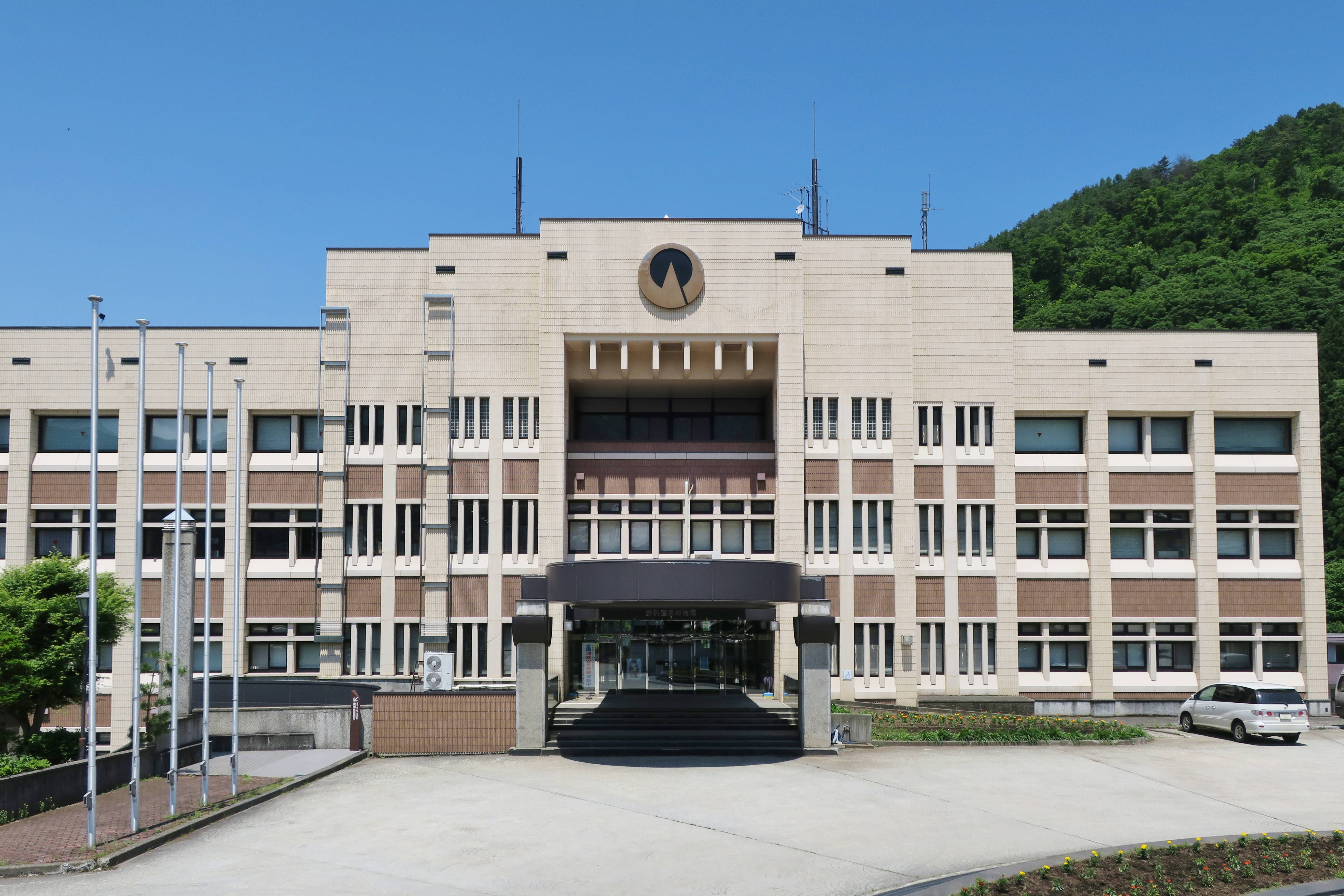
野沢温泉村役場
- 野沢温泉村立野沢温泉小学校
- 野沢温泉村立野沢温泉中学校
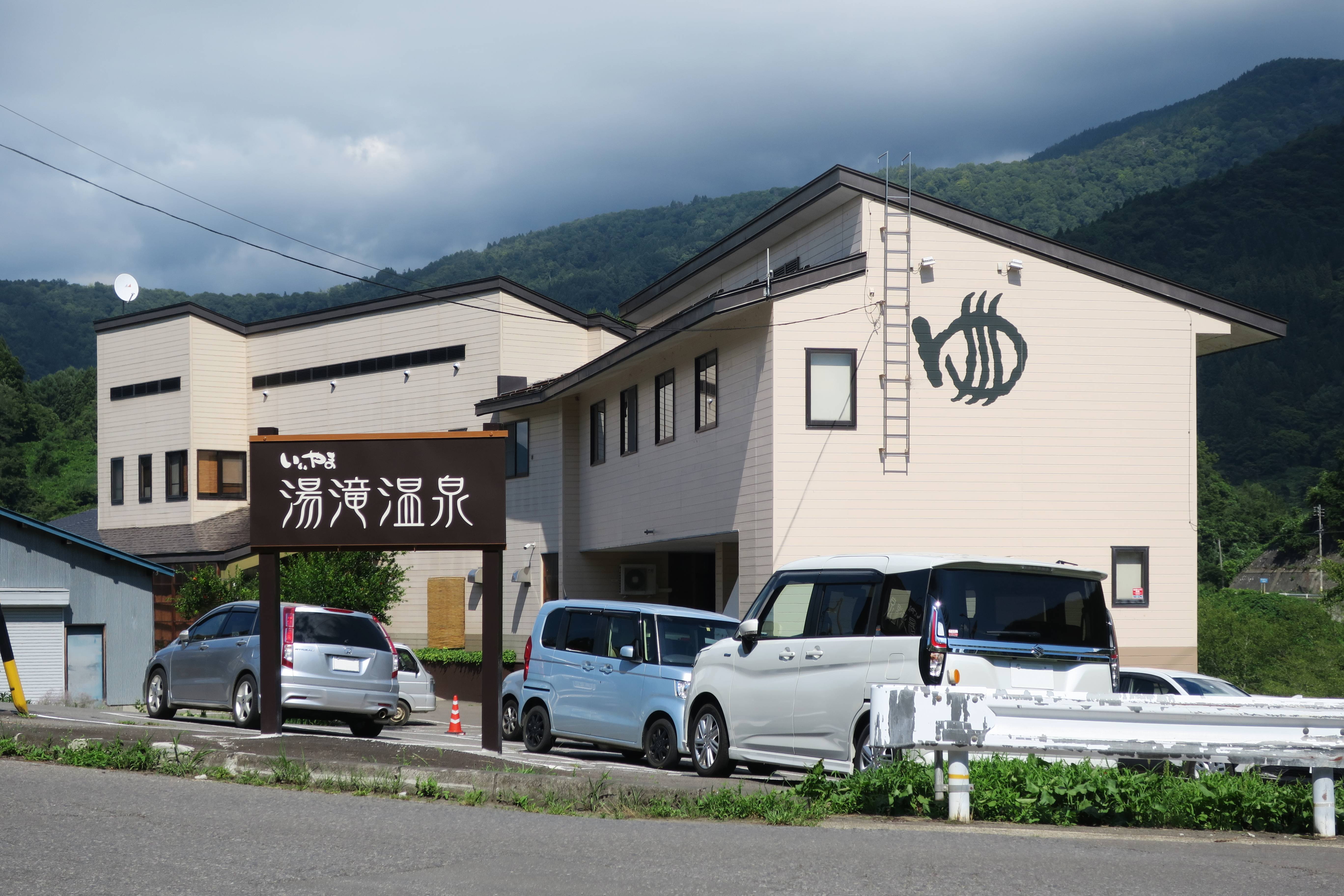
いいやま湯滝温泉
- 飯山線上境駅

- 野沢温泉村役場
- いいやま湯滝温泉